# セキュリティダイヤモンド構想

構想で言及された日米豪印4カ国（青色）

セキュリティダイヤモンド構想（セキュリティダイヤモンドこうそう）とは、安倍晋三が2012年に国際NPO団体PROJECT SYNDICATEに発表した英語論文『Asia's Democratic Security Diamond』に書かれた外交安全保障構想。
オーストラリア、インド、アメリカ合衆国(ハワイ)の3か国と日本を四角形に結ぶことで4つの海洋民主主義国家の間で、インド洋と太平洋における貿易ルートと法の支配を守るために設計された。中国の東シナ海、南シナ海進出を抑止することを狙いとする。日本政府としては尖閣諸島の領有問題や中東からの石油輸出において重要なシーレーンの安全確保のため、重要な外交・安全保障政策となっている。インド太平洋、「自由で開かれたインド太平洋戦略」の概念の確立、アメリカの対アジア戦略に「Indo-Pacific economic vision」（インド太平洋構想）として採用された。

## 概略
2007年にインド議会演説で当時首相だった安倍晋三が「自由で繁栄するインド太平洋」というテーマでインド・太平洋という用語を外交用語として最初に使用し、日印両国の協力を強調した。安倍晋三首相は再任後の2013年1月の第183回国会における所信表明演説で日米同盟の強化を目指すと発表した。その後2013年10月には日米安全保障協議委員会で新ガイドラインの見直しがなされ、アメリカのアジア太平洋地域へのリバランスおよび日本の積極的平和主義を評価した。また、ドナルド・トランプ政権発足後の2017年2月に開かれた日米首脳会談ではアジア太平洋地域における中国の拡大防止へのコミットメントへの具体的言及や尖閣諸島への日米安全保障条約第5条の適用などに関する共同声明が出された。「日印ビジョン2025」にてインドとは特別戦略的グローバル・パートナーシップ、インド太平洋地域と世界の平和と繁栄のための協働、オーストラリアとは特別な戦略的パートナーシップの次なる歩み：アジア、太平洋、そしてその先へにて、インドとオーストラリアの双方と共同声明が出され、どちらもアジア太平洋地域の安全保障のための連携強化、アメリカのリバランスの評価、東シナ海および南シナ海における現状を変更しうる威圧的、一方的な行動への非難が盛り込まれた。

### 自由で開かれたインド太平洋戦略
「自由で開かれたインド太平洋戦略」（Free and Open Indo-Pacific Strategy。以下、FOIP）は、日本が提唱したコンセプトで米国も追随した安全保障協力枠組みであり、その中核には日本、米国、オーストラリア、インドの民主主義4カ国が構成する「Quadrilateral」（四角形）が据えられている。安倍首相は2016年8月にケニアで開催されたアフリカ開発会議の基調演説で「世界に安定、繁栄を与えるのは、自由で開かれた2つの大洋、2つの大陸の結合が生む、偉大な躍動にほかなりません」と述べ、17年版外交青書は安倍首相がFOIPを対外発表したと述べている。これ以降インド太平洋という言葉が頻繁に用いられるようになった。17年11月に初訪日したトランプ大統領は安倍首相とFOIPで合意している。

### セキュリティダイヤモンド構想からインド太平洋へ
2017年10月31日、トランプ大統領との電話会談で「自由で開かれたインド洋・太平洋地域」を推進し、日米の緊密な協力によって国際社会とともに核・ミサイル開発を継続している北朝鮮に最大限の圧力をかけることの重要性を確認した。
2017年11月6日にドナルド・トランプ大統領は安倍晋三首相との首脳会談後、「Free and Open Indo- Pacific Strategy」を日米共同外交戦略として発表した。
2017年11月10日にベトナム・ダナンで行われていたAPEC （アジア太平洋経済協力会議）の首脳会議で行った演説で、「インド太平洋の全ての国々との間で友好と通商の絆を強化し、また、我々の繁栄と安全保障の促進に共に取り組むため、米国との新たなパートナーシップを提供する」と述べ、今後もAPEC諸国の友人、パートナー、同盟国であり続けると強調した。
2018年11月9日にマイク・ペンス副大統領がパプアニューギニアで今月中旬に開かれるアジア太平洋経済協力会議（APEC）首脳会議で演説し、インド太平洋諸国への包括的な支援策を表明すると明らかにした。インフラ整備のため最大６００億ドル（約６兆８千億円）を民間企業に融資する方針を示す。
なお「インド太平洋戦略」から後に「インド太平洋構想」に改められた。  

### 「インド太平洋」への各国の反応
中国政府は一帯一路を推進するが、同国外務省は2017年11月13日、トランプ米大統領がアジア歴訪で用いている「インド太平洋」という表現に言及し、地域協力は政治色が強かったり排他的であったりすべきではないとの見解を示した。

### アメリカ版セキュリティーダイヤモンド構想
「アジア再保証イニシアチブ法案」（ＡＲＩＡ：Asia Reassurance Initiative Act）あるいは「アジア再保証推進法」が、上院は12月4日、下院は12月12日にそれぞれ全会一致で可決した。
2018年12月31日には「Asia Reassurance Initiative Act of 2018.」(アジア再保証イニシアティブ)にトランプ大統領が署名、こちらも正式に法律(law)となった。インド太平洋地域における「合衆国の覇権」を再び安定したものにするための規範を示したもので「合衆国の国益を再保証すること」それと同時に「自由で開かれたインド太平洋」の実現を目指し、この地域における米国の国益（安全保障、経済、価値）促進を定めている。日本やオーストラリアなど同盟国との防衛協力強化とインドとの戦略的パートナーシップの強化をしていくこと。またこの法案の布石であった米国両院が全会一致で可決していた「台湾旅行法」（Taiwan Travel Act)が2018年3月16日にトランプ大統領が署名し成立したことによって、台湾への武器売却や高官訪問などのコミットメントがスムーズにでき、2国間や多国間の新たな貿易協定の交渉権限を大統領に付与し、人権や民主的価値の尊重など米国がこれまで支持してきた価値観を促進してゆくことを定めている。

### 東シナ海、南シナ海をめぐる中国の行動
中国の対外的な拡大戦略は2015年に発表された国防白書『中国の軍事戦略』に反映された。そこでは海軍の「近海防御と遠海護衛の融合」の方針が打ち出されている。実際に東シナ海においては2008年12月に中国公船2隻が沖縄県尖閣諸島周辺の日本領海内に初侵入して以降、頻繁に同諸島周辺の領海および経済水域に侵入している。2010年9月には尖閣諸島周辺領海内で中国漁船と海上保安庁巡視船の衝突事件が発生し、2012年8月には香港活動家を乗せた船舶が尖閣諸島近くの領海内に侵入し、さらに7人の活動家が魚釣島に不法上陸する事件も発生した。
これに対し、日本政府は2012年9月に尖閣諸島の魚釣島、北小島、南小島の３島を地権者から購入した。中国や台湾は日本政府による尖閣諸島国有化だとして強く反発し、中国は既に常態化させていた公船による領海侵入をエスカレートさせ、台湾も領海侵入を行った。2019年以降も中国船の領海侵入は続いている。
南シナ海について、中国は2015年以降南沙諸島での地形の埋め立て、港湾や滑走路などの施設建設を大規模に行っている。当初、軍事基地化はしないとのことだったが、軍事基地建設も急激に進んでいる。2013年1月にフィリピンが中国を提訴したことに始まる仲裁裁判では、2016年7月に、１：中国の九段線で囲った海域への歴史的権利はUNCLOSに違反し、無効である　２：南シナ海の海洋地勢の法的地位に関する言及　３：中国の南シナ海における海洋環境を破壊するような建設活動及び漁業活動により、フィリピンの主権的権利と航行権が妨害されている　４：中国の南シナ海における仲裁裁判開始後の行動が仲裁裁判中の紛争の悪化や拡大の自制を求めるUNCLOSに違反する、という判断を下した（南シナ海判決）。この裁定に対して中国は国を挙げて反発しており、中国外交部は2016年7月13日に「裁定は無効であり拘束力を持たないため中国は受け入れず、認めない」という内容の声明を発表している。

### 問題点
インドでは最大の課題は国民の格差是正であるため、2016年時点でも中国の経済力に国内産業の育成、経済的繁栄のために依存せざるを得ない状況である。オーストラリアでも2015年9月に政権の座に着いたターンブル首相が中国との密接な関係であったため、対日重視の姿勢が中国経済減速の反映に過ぎないのではないかとの懸念が存在する。そして、2015年に28年ぶりにインドの首相としてオーストラリアを訪問するなど関係強化にナレンドラ・モディ首相が乗り出したが、ダイヤモンドの一線を形成する豪印関係は比較的弱いという問題点がある。
毎日経済新聞は、韓国大統領府（青瓦台）にとって日本が主導した戦略なので、韓国の参入が困難という問題点があると報道している。2017年11月にドナルド・トランプ大統領に支持と参加を求められた文在寅大統領は、大統領の目指すバランス外交から「アメリカか中国」の岐路にTHAADを巡る中国との関係修復以後に再び立たされた。韓国の大統領府経済補佐官は難色を示し、外交部が賛意を示すなど意見が割れたので、最終的に韓国大統領府は「もう少し協議が必要だ」と先送りを決めた。